# Кальберг, Эрна Артуровна
Эрна Артуровна Кальберг (27 августа 1908, Санкт-Петербург — 1996, там же) — заслуженный геолог РСФСР. Первооткрыватель месторождений.

## Биография
Дочь инженера Артура Игнатьевича Кальберга (1877—1942) и его жены Юлии Эрнестовны, урожденной Грюнфельдт.
Окончила 41-ю ФЗД (Фабрично-заводская девятилетка, бывшая Петришуле) (1924) и географический факультет Ленинградского университета по специальности «геоморфолог» (1929).
Некоторое время работала коллектором в Западно-Карельской партии Ленинградского геологического управления.
В 1930—1931 начальник партии Беломорстроя на изысканиях трассы Беломорско-Балтийского канала.
С 1931 года начальник партии по геологической съемке Онежского полуострова в Северном геологоразведочном тресте.
В 1941 году участница проектирования города Молотовск (ныне Северодвинск).
В 1942—1946 годах вместе с Северным ГУ в эвакуации в Сыктывкаре.
В 1955—1958 годах старший геолог, с 1958 года главный геолог Архангельской комплексной геологической экспедиции по разведке бокситов.
Под её руководством разведаны и переданы для промышленного освоения месторождения бокситов Иксинское, Плесецкое, Дениславское, Треугольное, составившие крупнейший в Европе Северо-Онежский бокситовый район.
С 1961 года начальник отдела Главного геологического управления, занимавшегосяся поисками алмазных месторождений.
В 1969—1974 годах главный геолог Плесецкой комплексной ГРЭ, руководила разведывательными работами в Северо-Онежском бокситовом районе.
С 1974 г. на пенсии.
Умерла в Санкт-Петербурге в 1996 году, похоронена на Волковском лютеранском кладбище.

## Сочинения
- «Геологическое описание Онежского полуострова», Трест Сев.-геол. управления, выпуск 5, (1940);
- «Осадки днепровского оледенения в бассейне р. Вычегды», (1961).

Заслуженный геолог РСФСР (1972).

## Награды
- Орден «Знак Почета» (1963);
- Орден Трудового Красного Знамени (1974);
- Медаль «За доблестный труд в Великой Отечественной войне 1941—1945 годов» (1947);
- Медаль «За доблестный труд. К 100-летию В. И. Ленина» (1970);
- Медаль «Ветеран труда» (1979);
- Медаль «30-летие победы в Великой Отечественной войне 1941—1945 годов» (1985);
- Знак «Первооткрыватель месторождения» (1970).